# Baron Tewkesbury
Baron Tewkesbury war ein erblicher britischer Adelstitel, der nach dem Borough of Tewkesbury benannt war und je einmal in der Peerage of England und einmal in der Peerage of the United Kingdom verliehen wurde.

## Verleihungen
Der Titel wurde erstmals am 9. November 1706 in der Peerage of England an Georg August von Hannover verliehen, zusammen mit den übergeordneten Titeln Duke of Cambridge, Marquess of Cambridge, Earl of Milford Haven und Viscount Northallerton. Er war der Sohn von Georg Ludwig, Kronprinz von Hannover und Herzog von Braunschweig-Lüneburg, der 1714 als Georg I. König von Großbritannien wurde. Beim Tod seines Vaters am 11. Juni 1727 folgte Georg August ihm als Georg II. auf den britischen Thron und seine Titel verschmolzen mit der Krone.
Ein zweites Mal wurde der Titel am 4. Juni 1831 in der Peerage of the United Kingdom für George FitzClarence, den ältesten illegitimen Sohn König Wilhelms IV. geschaffen, zusammen mit den übergeordneten Titeln Earl of Munster und Viscount FitzClarence. Die Verleihung erfolgte mit dem Zusatz, dass der Titel auch an Georges Brüder Frederick, Adolphus und Augustus, sowie deren männliche Nachkommen vererbt werden könne. Der Titel erlosch am 30. Dezember 2000, beim Tod des 7. Earls.

## Liste der Barone Tewkesbury

### Barone Tewkesbury, erste Verleihung (1706)
- Georg August, Duke of Cambridge, Baron Tewkesbury (1683–1760) (wurde 1727 als Georg II. König)

### Barone Tewkesbury, zweite Verleihung  (1831)
- George FitzClarence, 1. Earl of Munster (1794–1842)
- William FitzClarence, 2. Earl of Munster (1824–1901)
- Geoffrey FitzClarence, 3. Earl of Munster (1859–1902)
- Aubrey FitzClarence, 4. Earl of Munster (1862–1928)
- Geoffrey FitzClarence, 5. Earl of Munster (1906–1975)
- Edward FitzClarence, 6. Earl of Munster (1899–1983)
- Anthony FitzClarence, 7. Earl of Munster (1926–2000)